# Frente a frente (álbum de Lucía Méndez)
Frente a frente es el nombre del segundo álbum de Lucía Méndez, Fue lanzado al mercado en 1976.

## Lista de canciones
1. Frente a frente (Juan Gabriel)
2. Hay que saber perder (Abel Domínguez)
3. Mi vida está rosa (Fernando Z. Maldonado)
4. Perdón si te molesté (Cuco Sánchez)
5. No me quieras tanto (Rafael Hernández)
6. Tu y la mentira (José Alfredo Jiménez)
7. A mi manera (Paul Anka-Claude François-Lucien "Gilles" Thibaut-Jacques Révaux)
8. Permiteme volver (Tirzo Paiz)
9. Cariño nuevo (José Ángel Espinoza "Ferrusquilla")
10. Desesperanza (Gonzálo Curiel)

Arreglos y dirección: Jesús Rodríguez de Hijar con el Mariachi México de José Pepe Villa
"A mi manera" con Rigoberto Alfaro con el Mariachi Vargas de Tecalitlán

## Sencillos
- Frente a frente (Juan Gabriel) / Mi vida está rosa (Fernando Z. Maldonado)
- Hay que saber perder (Abel Domínguez) / Cariño nuevo (José Ángel Espinoza "Ferrusquilla")

- Datos: Q5502813